# Zond 3
Zond 3 (ryska: Зонд-3) var en sovjetisk rymdsond i Zondprogrammet. Rymdsonden sköts upp den 18 juli 1965 med en Molniya 8K78-raket. Den var i stort sett identisk med Zond 2. Rymdsonden tog flera bilder av månens baksida.
Vid uppskjutningen var vinkeln mellan Jorden och Mars sådan att Mars inte skulle vara på rätt plats när rymdsonden nådde fram till dess omloppsbana. Man valde dock ändå att skjuta upp rymdsonden.

### Fotnoter
1. ↑  ”NASA Space Science Data Coordinated Archive” (på engelska). NASA. https://nssdc.gsfc.nasa.gov/nmc/spacecraft/display.action?id=1965-056A. Läst 28 mars 2020.